# Biréli Lagrène

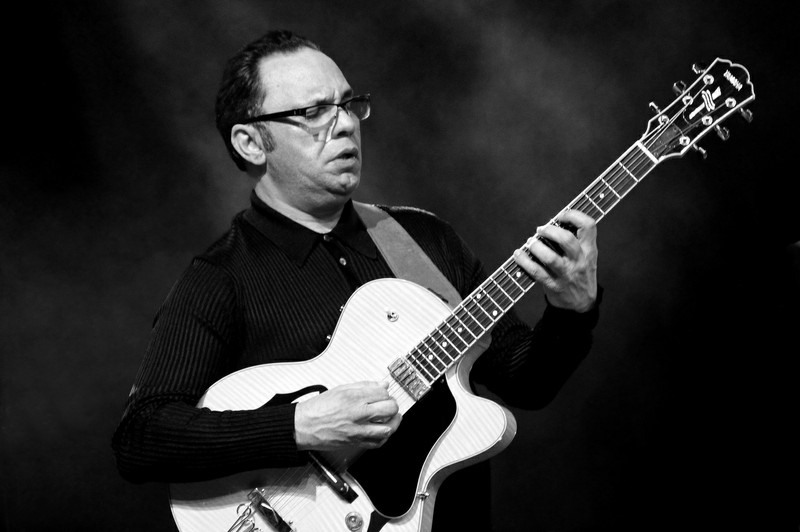
Biréli Lagrène, 2015

Biréli Lagrène (* 4. September 1966 in Soufflenheim) ist ein französischer Gitarrist, Komponist und Jazzmusiker.

## Leben und Wirken
Der Sinto Biréli Lagrène hat von früher Jugend an mit seinem Vater Fiso und seinem Bruder Gaïti Musik gemacht; seine erste Schallplatte nahm er im Alter von zwölf Jahren auf. Die ersten Jahre seiner Karriere wurden begleitet von seinem Entdecker, dem slowakischen Bassisten Jan Jankeje, bei dessen Label Jazzpoint Records auch die ersten Platten erschienen.
In Deutschland bekannt wurde Lagrene 14-jährig mit seinem Auftritt 1981 in der populären TV-Show Bio’s Bahnhof. Das Nachrichtenmagazin Der Spiegel klebte ihm das Etikett an, Nachfolger von Django Reinhardt zu sein. So hilfreich diese Zuschreibung zu Beginn war, so sehr engte sie ihn in der Folgezeit ein. Bewusst versuchte er sein Œuvre über die Genrezuschreibung hinaus zu erweitern.
1986 spielte Lagrène mit dem US-amerikanischen Bassisten Jaco Pastorius. Lagrène interpretiert unter anderem Django Reinhardt, er ähnelt seinem Vorbild in der Kreativität und Phrasierung, unternimmt aber auch Ausflüge in andere Spielarten des Jazz, in lateinamerikanische Musikstile und die Klassik. In der Tradition der Sinti- bzw. Manouches-Musiker ist Lagrène Multiinstrumentalist; neben der Gitarre beherrscht er Bass, Geige sowie Klavier und spielt gelegentlich Schlagzeug.
Lagrène hat unter anderem mit den folgenden Musikern zusammengearbeitet: Al Di Meola, Larry Coryell, John McLaughlin, Vic Juris, Stochelo Rosenberg, Babik Reinhardt, Sylvain Luc, Gil Evans, Leon Redbone, Richard Galliano, Didier Lockwood, Herbie Hancock, Elvin Jones, Jean-Yves Jung, Christian Escoudé (Joue Brassens: Au bois de mon cœur) und Diz Disley. Zu seinem Repertoire gehören neben eigenen Kompositionen auch solche aus dem Sintiswing- und Modern-Jazz-Bereich und Interpretationen von Pop- und Rocksongs wie z. B. Time After Time von Cyndi Lauper, I Shot The Sheriff von Bob Marley und einige Titel von Jimi Hendrix. Auf Blue Eyes präsentiert er sich auch als Jazzsänger. Mit dem Gipsy Project kehrte er zu seinen Wurzeln zurück und arbeitete dort mit vielen Größen der Szene zusammen.
Mike Dregni nennt in seiner Kritik im Vintage Guitar Magazine vom Dezember 2002 das Album Gipsy Project & Friends „ein wahres Meisterstück“ und die Besetzung (Biréli Lagrène – Gitarre, Thomas Dutronc – Gitarre, Holzmanno Lagrène – Gitarre, Stochelo Rosenberg – Gitarre, Hono Winterstein – Gitarre, Diego Imbert – Kontrabass, Florin Niculescu – Geige und Henri Salvador – Gesang auf Stück 7) ein „Gypsyjazz-Lineup wie im Himmel gemacht“. Auf Djangology/To Bi Or Not To Bi, der 2007 erschienenen Doppel-CD, sind erstmals Soloaufnahmen Lagrènes zu hören, auf der zweiten CD spielt er mit der WDR Big Band Köln.

## Diskografie (Auswahl)
- Routes to Django, 1980
- Biréli Swing '81, 1981
- 15, 1982
- Stuttgart Aria Live (mit Jaco Pastorius), 1986
- Freitag 2.Mai Samstag 3.Mai 1986 Mühle Hunziken, 1986 (mit Larry Coryell, Miroslav Vitouš)
- Inferno, 1987
- Acoustic Moments, 1991
- Standards, 1992
- Live in Marciac, 1994 (mit Chris Minh Doky, André Ceccarelli)
- My Favourite Django, 1995 (mit Koono, Anthony Jackson, Dennis Chambers)
- Blue Eyes, 1998 (mit Maurice Vander, Chris Minh Doky, André Ceccarelli)
- Duet (mit Sylvain Luc), 2000
- Front Page (mit Dominique di Piazza und Dennis Chambers)
- Foreign Affairs, 1988
- Gypsy Project, 2001 (mit Florin Niculescu, Richard Galliano, Holzmano Lagrène, Hono Winterstein, Diego Imbert)
- Gypsy Project & Friends, 2002 (mit Florin Niculescu, Holzmano Lagrène, Stochelo Rosenberg, Hono Winterstein, Thomas Dutronc, Diego Imbert)
- Move, 2004 (mit Franck Wolf, Hono Winterstein, Diego Imbert)
- Djangology / To Bi or Not to Bi, 2006 (Djangology mit der WDR Big Band; To Bi or Not to Bi solo)
- Electric Side, 2008 (mit Franck Wolf, Michael Lecoq, Andy Narell, Hadrien Féraud, Damien Schmitt, DJ Afro Cut-Nanga)
- Summertime (mit Sylvain Luc), 2009
- Gypsy Trio feat. Roberto Alagna, 2009 (mit Hono Winterstein, Diego Imbert)
- D-Stringz (mit Stanley Clarke und Jean-Luc Ponty), 2015
- Storyteller, 2018 (mit Larry Grenadier, Mino Cinelu)
- Charlier / Sourisse Multiquarium Big Band feat. Biréli Lagrène: Remembering Jaco, 2020 [Lagrène am bundlosen Bass]
- Solo Suites, 2022 [Soloalbum]
- Plays Loulou Gasté, 2023 (mit Hono Winterstein, Diego Imbert)